# Zefyrinus Namuncurá

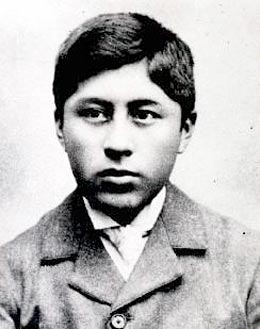
Zefyrinus Namuncurá

Zefyrinus (Ceferino) Namuncurá (* 26. August 1886 in Chimpay, Argentinien; † 11. Mai 1905 in Rom) ist ein Seliger der Don-Bosco-Familie. Der junge Laie indigener (Mapuche) Herkunft wurde am 11. November 2007 in seinem Geburtsort Chimpay seliggesprochen.

## Leben
Ceferino Namuncurá war der Sohn des Mapuche-Häuptlings Manuel Namuncurá, eines Soldaten. Er wurde von einem Salesianermissionar getauft und wuchs am Ufer des Río Negro auf. Mit 11 Jahren kam er nach Buenos Aires, wo er in die Fußstapfen seines Vaters treten sollte. Mit 16 Jahren trat er jedoch dem Orden der Salesianer Don Boscos bei, er wollte Priester werden. Sein großes Vorbild war Dominikus Savio, und es gelang ihm auch ein wenig zu werden wie er: in der Frömmigkeit, der Nächstenliebe, den alltäglichen Verpflichtungen und den religiösen Übungen. Nach und nach wurde er selbst zum Modell und seine Freunde nahmen die Dinge sehr ernst, die er sagte. Er lehrte sie Ausgeglichenheit und Mäßigkeit.
Im Jahre 1903 traf er auf Kardinal Johannes Cagliero, der ihn nach Italien mitnahm, wo er sein Studium weiterführte. Man hoffte auch, dass der Klimawechsel sich positiv auf die durch ein Tuberkulose angeschlagene Gesundheit des jungen Mannes auswirken würde. Am 28. März 1905 wurde er ins Krankenhaus gebracht, aber es war zu spät: Er verstarb friedlich am 11. Mai.

## Verehrung und Seligsprechung
Sein Leichnam wurde 1924 in seine Heimat überführt und in Fortín Mercedes beigesetzt. Dorthin kommen bis heute zahlreiche Pilger, die um seine Fürsprache bitten.
Am 2. Mai 1944 wurde der Heiligsprechungsprozess eingeleitet, seit 22. Juni 1972 gilt er für die römisch-katholische Kirche als verehrungswürdig, seit 11. November 2007 als selig.